# Delete Me (série télévisée, 2021)
Delete Me est une série télévisée dramatique norvégienne en treize épisodes d'environ 30 minutes créée par Marie Kristiansen, diffusée entre le 7 mars 2021 et le 27 avril 2023 sur la plate-forme Viaplay,,,.
En France, la série est disponible à la demande sur MyCanal.

## Distribution

### Principaux
- Happy Jankell (sv) (VFB : Nancy Philippot) : Fanny
- Rikke Jacobsdatter : Ingrid
- Madeleine Hovtun : Ylva
- Sofia Tjelta (VFB : Marie Braam) : Sanna Mørch
- Sjur Vatne Brean (no) : Jesper Olsen
- Amalia Holm (sv) (VFB : Aaricia Dubois) : Marion

### Récurrents

#### Saison 1
- Thea Sofie Loch Næss (VFB : Sophie Pyronnet) : Marit
- Nora Foss (VFB : Marie du Bled) : Kristin
- Aksel Heider Almaas : Eyvind
- Valentin Hammel Baden : Truls
- Amalie Stuve (no) : Tuva
- Axel Bøyum (no) (VFB : Pierre Lognay) : Christian Jepsen
- Mario Rojas Bøckman : Mario

#### Saison 2
- Mona Grenne : Mona Pedersen

Version française dirigée par Monia Douieb (saison 1) au studio VSI Paris - Chinkel (Belgique) puis Alexandra Correa et Delphine Chauvier (saison 2) au studio Titra Film (Belgique), d'après une adaptation des dialogues de Clémence Lecornué, Justine Dupont Breitburd et Pauline Beauruel (saison 1) et Vincent Bonneau (saison 2). Informations prélevées des cartons du doublage français.